# Marcelline Mkegne
Marcelline Mkegne ou Mpkegue est une judokate camerounaise.

## Carrière
Elle est médaillée de bronze toutes catégories et en moins de 66 kg aux Jeux africains de 1995 à Harare. Aux Championnats d'Afrique de judo 1998 à Dakar, elle remporte la médaille de bronze toutes catégories.